# 軍事地理学
軍事地理学（ぐんじちりがく、英語：military geography）は地理を軍事的な観点から研究する地理学の一分野である。
軍事と地理の関係について、戦争の指導者や指揮官は古来より作戦の実行のために、戦場の地理的環境を理解する必要に迫られてきた。近世のナポレオン戦争においてはナポレオン・ボナパルトが、近代の第二次世界大戦においてはヒトラーがロシア遠征を指導する際に大陸性の寒帯気候という問題に直面した事例がある。またアントワーヌ・アンリ・ジョミニは軍事地理学の重要性について次のように述べている。「もし将軍が戦争の偉大な局面において成功者でいることを願うならば、彼の最初の義務とは敵味方双方にとって相対的な優位と劣位について作戦が行われる地域を慎重に研究することである」戦争、戦闘、局地的な交戦などのあらゆる軍事行動について地理的要因が及ぼす影響を明らかにすることが一般的な課題であり、軍事地理学はこのような軍事的要求に応答する応用的な地理学の研究である。例えば、攻勢作戦を実行する上で予想されうる敵の防衛線の位置となる地形、航空攻撃を受けた場合に想定される軍事施設の被害、着上陸作戦を実行するために使用する海上交通路、基地間における交通路が持つ輸送力、心理作戦のための住民の価値観や文化的な背景、また軍事基地の配置と運用などが具体的な研究主題として挙げられる。
軍事学の研究において地理的要因は常に考慮されており、軍事作戦に必要な地形図を作成するための実測方法が研究されてきた。また個々の地形の特性が戦闘にどのように影響するかについて断片的な教訓が書き記されてきた。しかし現代のような学問的な軍事地理学が成立したのは19世紀にアレクサンダー・フォン・フンボルトやカール・リッターによって独立した学問としての地理学が成立した後である。ベルリン大学の教授でもあったリッターは陸軍大学校で数年間の間ではあったが地理学の教育に携わり、軍事学の研究に体系的な地理学の方法をもたらした。そして軍事地理学はフリードリヒ・ラッツェルやアルフレッド・セイヤー・マハンなどによって世界的な視野で行う地政学的な研究、ヨーロッパや東アジアなどの特定の地域に着目して行う軍事地誌学の研究、そして各地の戦場における戦術学研究のための地形分析という研究領域を確立するに至る。
軍事地理学の研究にあたっては自然地理学だけでなく人文地理学の知識も必要とされる。自然地理学で分析されている地形、土壌、植生、水系、海流、降水量、気温、緯度などの環境要因は軍隊の宿営、陣地築城、渡河、補給、航空支援、海上支援の実行やその効果に直接影響を及ぼしうる。また人文地理学で研究がなされている人種や民族、人口分布、社会構造、言語、宗教、産業立地、交通網、通信網などの人為的な要因は軍隊の対反乱作戦、集落の占領、規律、情報作戦、人道支援、民事作戦に影響が考えられる。このような問題に研究する上で軍事地理学の研究上の主たる着眼点として次の五点を列挙することができる。それはCOCOAとしばしば略される最も基本的な軍事地理的要素であり、それぞれ陸上においては平野を見下ろす山頂や隘路などの軍事的に重要な地形を指す緊要地形(Critical Terrain)、戦力の移動が困難または不可能な地形を指す障害(Obstacles)、部隊の存在を秘匿するような密林、山岳、都市の地形の性質を指す偽装・隠蔽(Cover and Concealment)、警戒や射撃による攻撃が可能であることを指す監視と射界(Observation and Fields of Fire)、緊要地形に前進または退却で使用する交通路を指す接近経路(Avenues of Approach)の頭文字をとっている。

## 分野
軍事地理学は扱う問題の規模から三つに大別することができる。第一に地形分析であり、これは戦術学的な観点からある局所の地域の地理的な環境を分析するものである。第二に地域分析であり、これは軍事戦略的、作戦的な観点から特定の地域の軍事地理について分析するものである。そして第三に地政学分析であり、これは戦略的な観点から全世界の地域を含めた一般的な地理的環境を分析するものである。また扱う主題の内容から自然地理学的な領域と人文地理的な領域に区分することもできる。

### 自然地理
軍事地理学の考慮する事柄にはまず物的要因があり、幾何学的な位置、空間的な関係性、地形、水系、土質、植生、海洋、気候、日照時間、磁場などが具体的には挙げられる。自然環境は軍事力の運用に重大な影響がある。例えば陸上戦力を作戦地域に展開しようと試みた場合に、まず問題として考えられるのは地形である。広大な平地では高度な機動力を発揮しやすく、また視界・射界を広く確保することも可能である。しかし山岳地帯の谷間で水はけが悪く、また気候が熱帯で植生が濃ければ同じように前進するとしても機動の際に深刻な問題が発生すると考えられる。つまり、前進に要する経路の状態は劣悪であり、また地形が複雑で植生が濃いために視界を得ることや部隊間の連絡や連携を維持することも難しくなる。自然環境に存在する要因は複雑に関連しており、その影響は人文地理にまで広く及ぶ。

### 人文地理
文化的な要因もまた軍事地理学の分析対象であり、人口、社会構造、民族集団、言語、宗教、産業、交通網、通信網、軍事施設などがそれである。人間には複雑な社会を構築しており、その政治的、経済的、文化的な要因によって形成される。特に人口は重要な要因の一つであり、人口構造、年齢集団、男女比率、都市形態などの特性が見られる。人口以外にも文化、言語、教育水準、識字率、治安なども主に占領行政の観点から関連する事柄である。また資源も作戦に重要な関連がある要素であり、特に戦略的な重要性を持つ一次的な産業資源は自然地理学的な要因に規定される。資源の利用、また兵站や行軍の観点から交通網も軍事的な重要性がある。道路、鉄道などの交通路や空港、港湾などの交通拠点は工業地帯や商業地帯と接続される。